# Metroid: Other M
Metroid: Other M (メトロイド アザーエム, Metoroido Azā Emu) é um jogo de ação-aventura da Nintendo para o Wii, lançado em 31 de agosto de 2010. Parte da série Metroid, o jogo foi desenvolvido pelo Team Ninja em colaboração com o criador da série, Yoshio Sakamoto. A jogabilidade alterna entre plataforma e tiro em terceira pessoa, usando apenas o Wii Remote horizontalmente, e ao apontar para a tela, a vista muda para uma perspectiva em primeira pessoa semelhante aos jogos da série Metroid Prime.
O diretor de longa data da Metroid, Yoshio Sakamoto, procurou a Team Ninja para desenvolver Other M, enquanto o estúdio de animação D-Rockets lidava com as cutscenes. A equipe de desenvolvimento empregou controles simples para tornar o jogo atraente para os jogadores modernos, e deu um foco significativo na trama e caracterização, com cutscenes e dublagem. Other M é jogado a partir de uma perspectiva de terceira pessoa usando apenas o Wii Remote, e se concentra na exploração e combate. Ele introduz ataques corpo a corpo que só podem ser executados quando a saúde de um inimigo é reduzida.
Metroid: Other M recebeu críticas ligeiramente positivas de críticos que elogiaram sua jogabilidade, música, gráficos e atmosfera, embora críticas pesadas tenham sido direcionadas ao seu enredo, caracterização de Samus e comprimento das cutscenes. O jogo também recebeu homenagens de várias publicações. Foi o terceiro jogo mais vendido no Japão durante sua semana de lançamento, e o nono jogo mais vendido na América do Norte durante setembro de 2010. Metroid: Other M foi relançado no Nintendo eShop do Wii U em 2016.

## Desenvolvimento
O produtor e chefe de desenho da Nintendo, Yoshio Sakamoto, descreve o “Projeto M”, como uma equipe de desenvolvimento com mais de 100 pessoas, incluindo o pessoal da Nintendo, da Team Ninja, e D-Rockets.
Yoshio Sakamoto confirmou que o planejamento do jogo começou no início de 2006, quando decidiu se aproximar de Yosuke Hayashi da Team Ninja para discussões sobre jogos.
Em uma entrevista em vídeo do jogo no site 1UP com Yoshio Sakamoto, ele mergulha na história e esclarece elementos do enredo. Situado entre o Super Metroid e Metroid Fusion, Other M envolve a comandante Samus e Adam Malkovich, que morre em algum momento antes do Metroid Fusion. Malkovich era visto brevemente no trailer liberado para o jogo na E3 2009, falando a partir de Fusion. A mulher, no final do trailer não é Samus, mas uma personagem muito importante.